# Jesús Blanco Villar
Jesús Blanco Villar (* 26. März 1962 in Rois, Autonomen Gemeinschaft Galicien) ist ein ehemaliger spanischer Radrennfahrer und Teammanager.

## Karriere
Jesús Blanco Villar begann 1982 mit dem Profisport im Team von Txomin Perurena. Bereits 1983 deutete Blanco seine Zeitfahrqualitäten an, als er beim Prolog der Vuelta a España Zweiter wurde. Seinen ersten Profisieg erzielte er im Zeitfahren bei der Volta Ciclista a Catalunya. 1985 wurde sein erfolgreichstes Jahr, in dem er neben seinen Siegen, vier davon im Zeitfahren, Platz 2 bei der Murcia-Rundfahrt, dritte Plätze bei der Andalusien-Rundfahrt, Kantabrien-Rundfahrt und der Vuelta a La Rioja erlangte. 1986 nahm er zum ersten Mal an der Tour de France teil und konnte Platz 25 in der Gesamtwertung und Platz 4 in der Nachwuchswertung erreichen. 1987 konnte er neben seinen Siegen Platz 2 bei der Valencia-Rundfahrt, Platz 4 bei der Setmana Catalana de Ciclisme und Platz 6 bei der Clásica San Sebastián erwirken. 1988 konnte er erstmals mit Platz 7 bei der Vuelta a España eine Top-10-Platzierung bei einer Grand Tour erreichen. 1989 nahm Blanco das erste und einzige Mal am Giro d’Italia teil und belegte den 25. Platz. Weitere nennenswerte Ergebnisse waren Platz 3 bei der Baskenland-Rundfahrt und Platz 15 bei der Vuelta a España. 1991 gelang ihm bei der Volta ao Alentejo der Gesamtsieg. Zwischen 1992 und 1998 konnte er keine nennenswerten Ergebnisse mehr erzielen. Nach der Saison 1998 beendete er seine Profikarriere als Fahrer. Ab 2005 übernahm er eine Managertätigkeit beim Team Beppi. Ab 2007 bis 2010 war er Teammanager bei Team Xacobeo Galicia. Ab 2014 bis vermutlich 2022 war er im Vorstand vom Club Ciclista Padrones-Aluminios Cortizo. Außerdem gehörte ihm ein Fahrradladen, welchen seine Frau und sein Schwager betrieben. Allerdings musste er diesen durch die wirtschaftlichen Auswirkungen der COVID-19-Pandemie schließen.

## Erfolge
1984
- eine Etappe Katalonien-Rundfahrt

1985
- Gesamtwertung und zwei Etappen Valencia-Rundfahrt
- Gesamtwertung und zwei Etappen Asturien-Rundfahrt
- Gesamtwertung und eine Etappe Vuelta a Castilla y León
- Gesamtwertung und zwei Etappen Galicien-Rundfahrt
- eine Etappe Andalusien-Rundfahrt
- eine Etappe Murcia-Rundfahrt

1986
- zwei Etappen Vuelta a España
- eine Etappe Burgos-Rundfahrt

1987
- eine Etappe Vuelta a España
- Gesamtwertung und zwei Etappen Kantabrien-Rundfahrt
- eine Etappe Andalusien-Rundfahrt
- eine Etappe Vuelta a Castilla y León
- eine Etappe Galicien-Rundfahrt

1988
- GP Cuprosan

1990
- Memorial Manuel Galera

1991
- Volta ao Alentejo